# 戸田忠厚
戸田 忠厚（とだ ただあつ、1851年〈嘉永〉 - 1922年〈大正11年〉5月26日）は、明治時代に活動した日本の牧師である。
日本人で最初にサンタクロースを演じた人物と言われている。

## 生涯
武蔵国忍藩士の水谷右衛門の次男として生まれ、幕臣の戸田家に養子に入る。1874年（明治7年）に原女学校で開催された最初のクリスマス行事で、サンタクロースに扮したとされる。1877年（明治10年）に奥野昌綱と一緒に洗礼を受ける。
1877年（明治10年）10月に日本基督一致教会が設立されると、その6日後に招聘を受けて下総大森（現・千葉県印西市）の下総大森教会に赴任する。1880年には長老に辞任を申し入れている。
安川亨と共に、千葉県で伝道を始め、を創立する。戸田と安川の伝道により救われた渡辺伊十郎が、1882年（明治15年）に戸田を松尾の自宅に招いて集会を開いた。この集会で12名が洗礼を受けた。1883年11月1日のその家庭集会を九十九里教会とした。
1882年（明治15年）に創立された日本基督一致教会高輪教会（現・日本基督教団）の初代牧師に就任する。
1905年（明治38年）には石川県金沢市の日本基督殿町伝道教会（現・日本基督教団金沢元町教会）の牧師に就任して、1911年まで牧会する。同教会の牧師に就任したのは、1884年（明治16年）5月6日に実弟の加藤敏行（1855年（安政2年）4月8日生）が牧師として金沢の広坂通りで伝道中、2人の暴漢に木刀で襲われ、その傷が元で数ヶ月後殉教したからだという。
大正11年5月26日永眠。墓所は青山霊園1-ロ-10-3。

## 親族
- 室きの：? - 1924年（大正13年）9月28日
- 長男 一男：日露戦争で戦死
- 次男 謙二